# Edward Patrick Kenney
Edward Patrick Kenney, ou Kenny (Trafalgar, janeiro de 1888 — ?, ?) foi um tenente aviador, que recebeu o título de "ás da aviação" durante a Primeira Guerra Mundial.